# Amor sacro
Amor sacro (2011) es un cortometraje de España dirigido por Javier Yáñez. Es su tercer cortometraje tras el éxito que supuso A través del ocaso, obra galardonada como Mejor Cortometraje en el Festival de Cine Fantástico de Málaga, entre otros premios. Su debut como director fue con el corto Habitación estática.

"Lucía tiene vocación, está decidida a compartir su vida con Dios y le quedan pocas semanas para terminar el noviciado. Su motivación es entregar todo el amor que lleva dentro al mundo. Sin embargo, su capacidad para controlar sus emociones no será suficiente para satisfacer sus ansias de amar y alguien volverá para estar con ella y ayudarla a sentirse plena; un ser con un gran corazón pero con misteriosas intenciones."

## Festivales
Su recorrido incluye su exhibición en festivales tan prestigiosos como el 44 Festival Internacional de Cinema Fantàstic de Catalunya, el portugués Fantasporto, el Festival de Cine de Terror de Lloret del Mar (Festerror), el Cinemad '11, o el IV International Fantastic Short Film Festival - SHOTS 2012 (donde obtuvo el Premio del Público).

## Premios
| Año  | Festival                                                    | Localidad                  | Premio                               |
| ---- | ----------------------------------------------------------- | -------------------------- | ------------------------------------ |
| 2012 | IV International Fantastic Short Film Festival - SHOTS 2012 | Madrid                     | Premio del público                   |
| 2012 | VII Festival de Cortometrajes El Milagro                    | Azuaga                     | Primer Premio (Categoría de Ficción) |
| 2012 | IV Festival Internacional de Cortometrajes Pilas en Corto   | Pilas                      | Mejor Director Mejor Fotografía      |
| 2012 | II Mostra de Curtmetrages Fantàstics i de Terror            | Castellón de la Plana      | Mejor Cortometraje                   |
| 2012 | 8th Annual South African HorrorFest                         | Ciudad del Cabo, Sudáfrica | Best Short Film                      |